# Terrain de Kauriala
Le terrain de Kauriala (en finnois : Kaurialan kenttä) est une stade du quartier de Kauriala à Hämeenlinna en Finlande.

## Présentation
La construction du stade s'achève en 1938. 
Il a accueilli les épreuves de hockey sur gazon des Jeux olympiques d'été de 1952. 
Aujourd'hui, le terrain de Kauriala accueille le Hämeenlinna Härmä, qui joue dans le troisième division finlandaise de football, le Hämeenlinna Huskies, qui joue dans la 1ère division finlandaise de football américain, et le Linna Rugby Club du championnat de Finlande de rugby à XV.

## Galerie

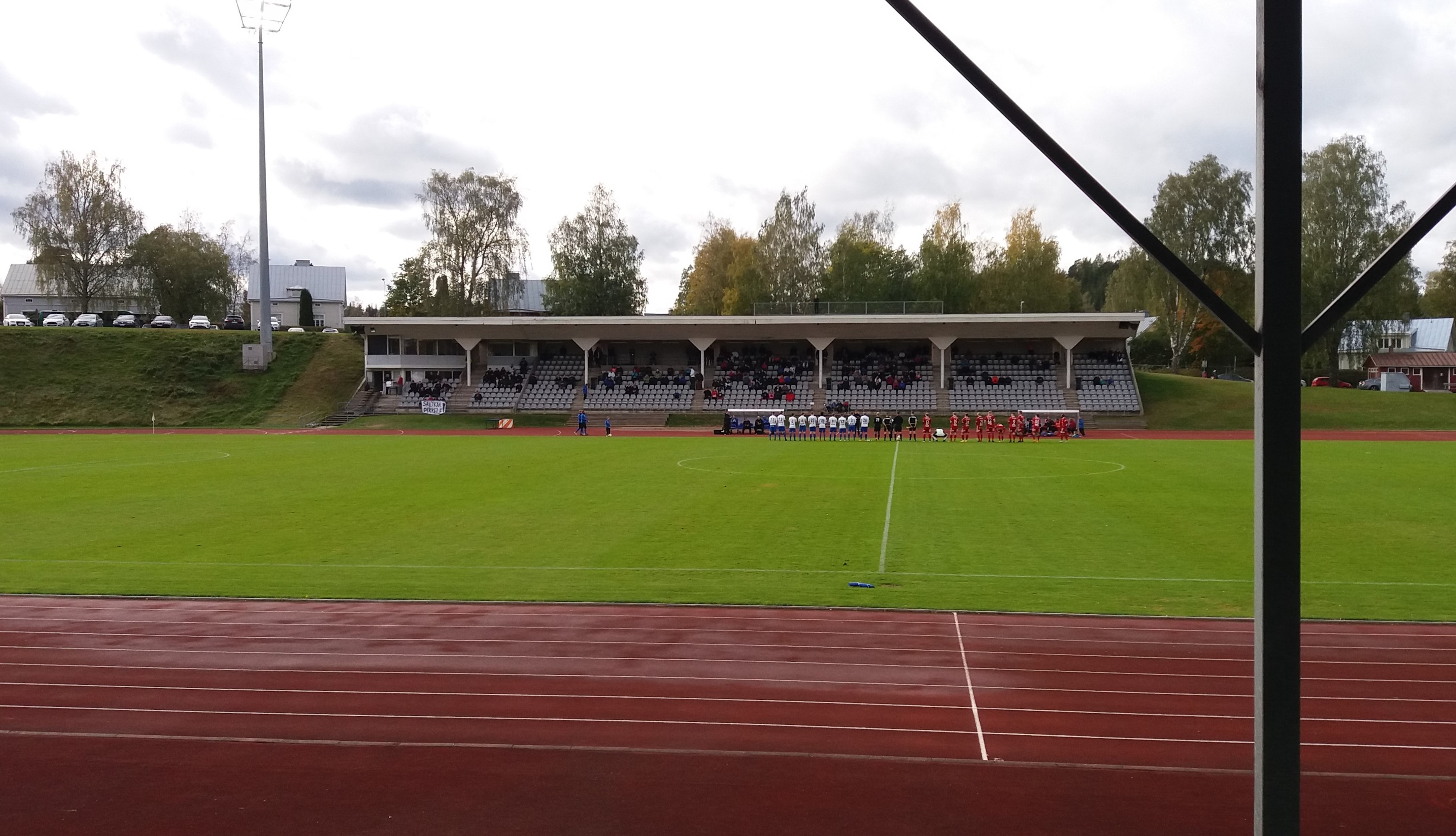
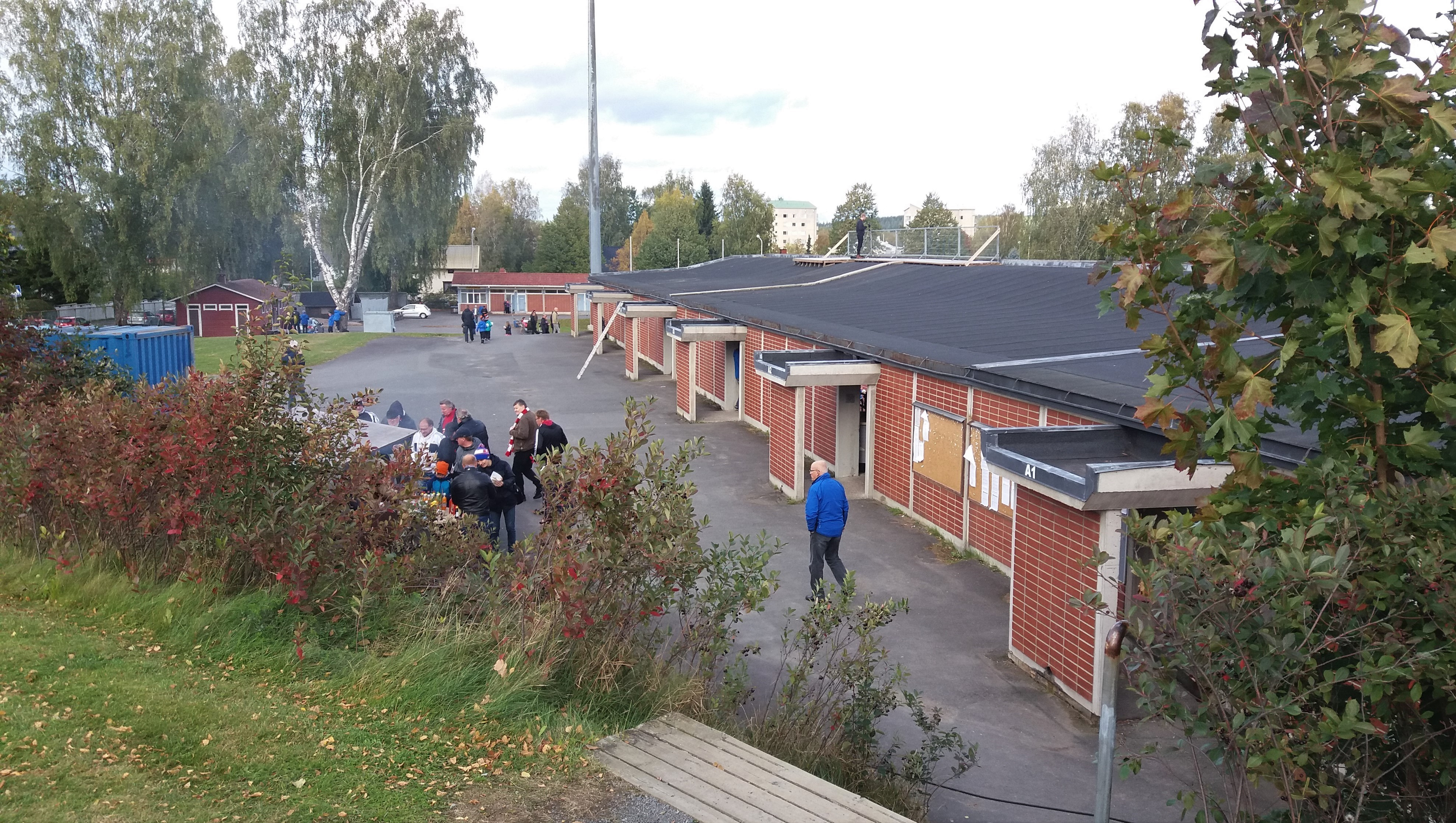
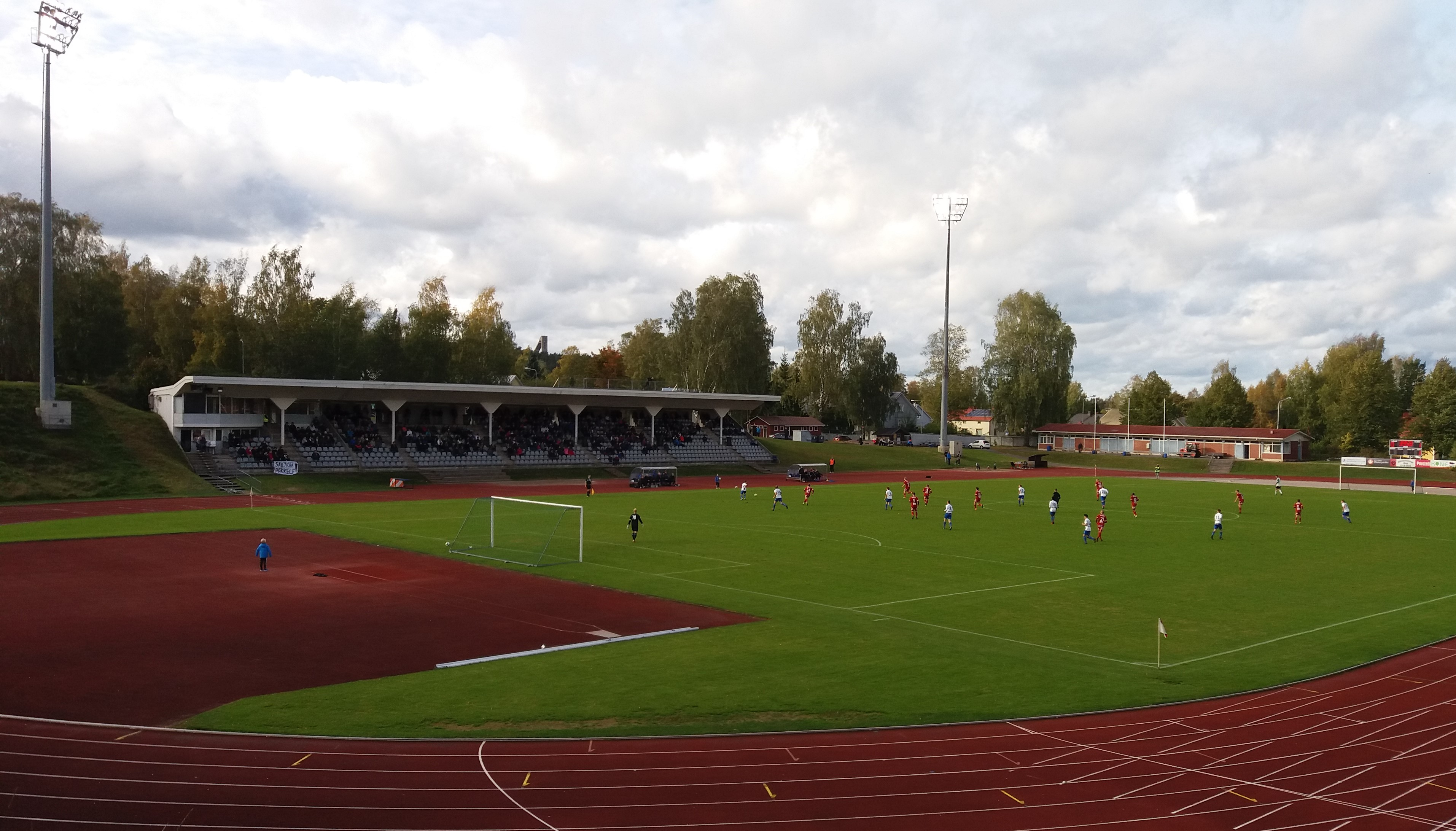
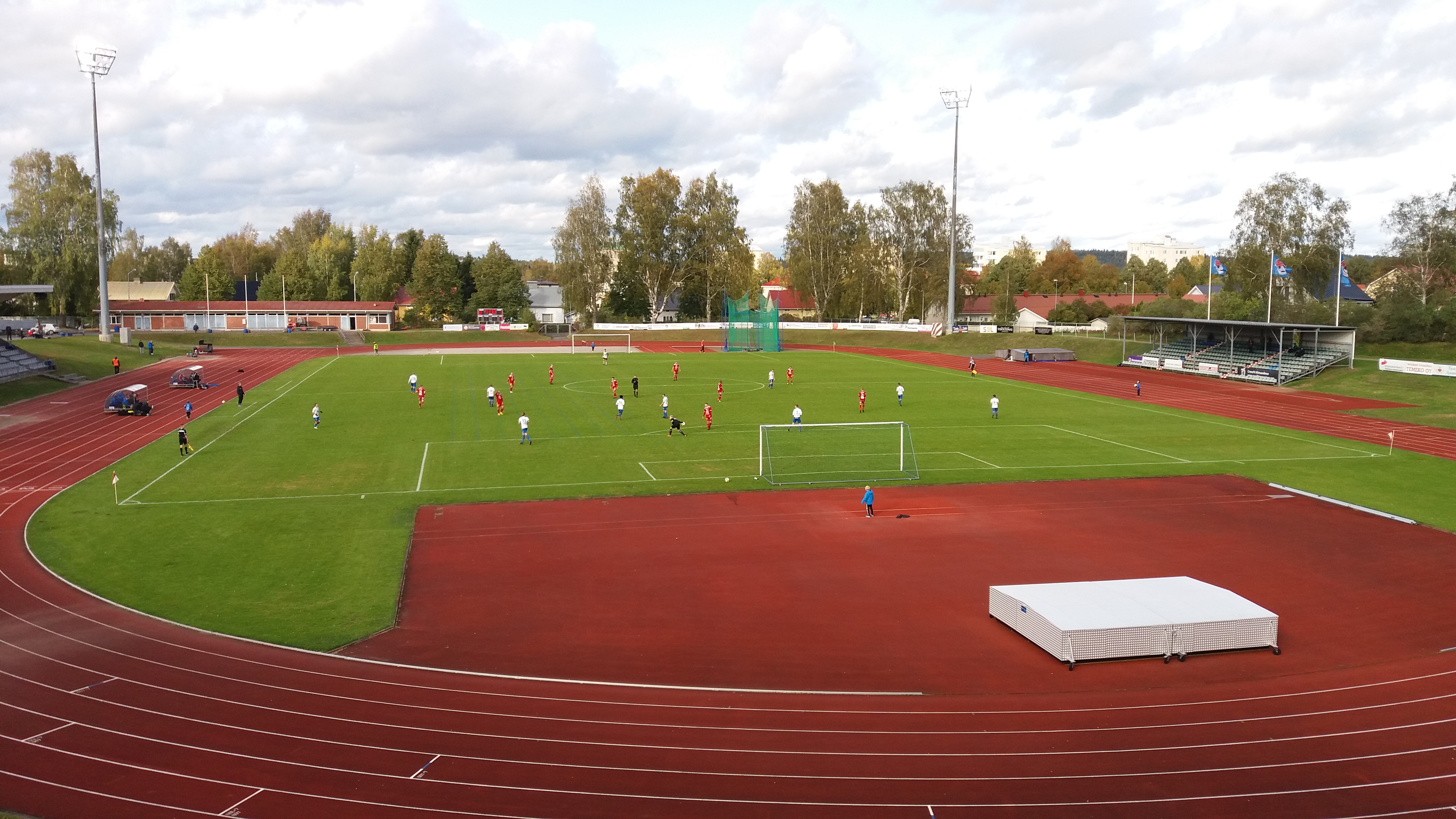
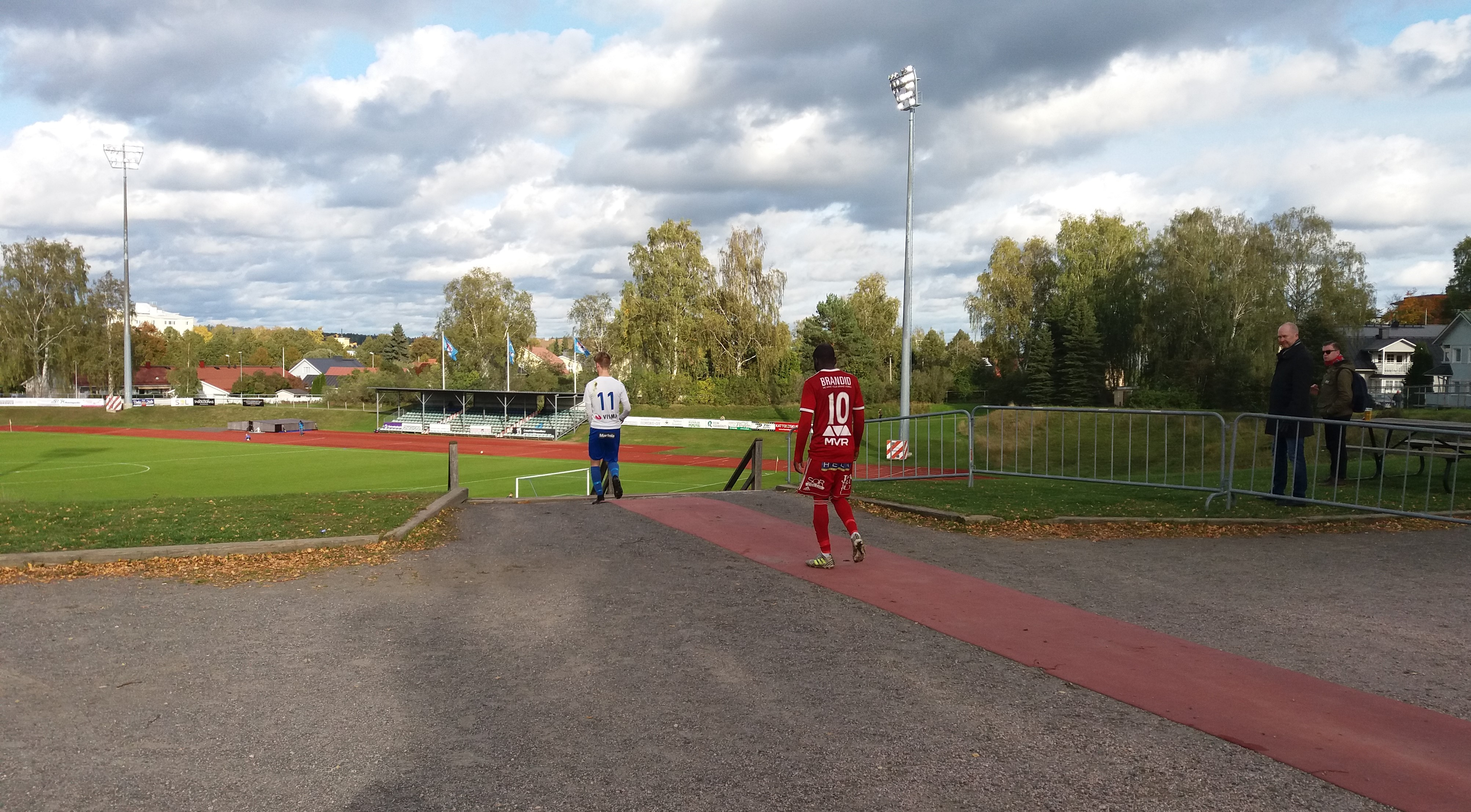
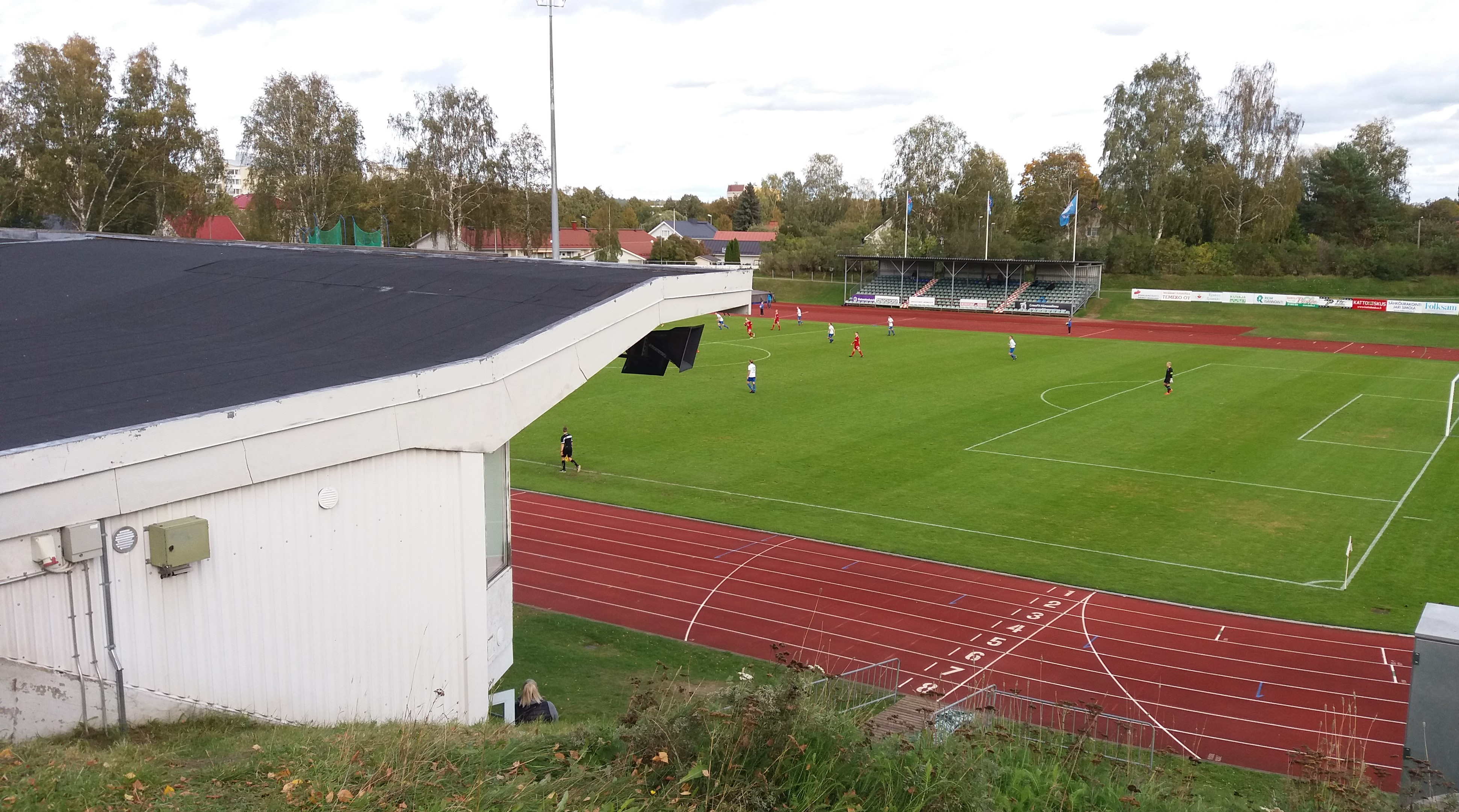